# Сен-Веран (Изер)
Сен-Веран (фр. Saint-Vérand) — коммуна во Франции, находится в регионе Рона — Альпы. Департамент коммуны — Изер. Входит в состав кантона Сюд-Грезиводан. Округ коммуны — Гренобль.
Код INSEE коммуны — 38463. Население коммуны на 2012 год составляло 1770 человек. Населённый пункт находится на высоте от 276 до 480 метров над уровнем моря. Муниципалитет расположен на расстоянии около 470 км юго-восточнее Парижа, 80 км юго-восточнее Лиона, 31 км западнее Гренобля. Мэр коммуны — Mme Marie-Thérèse Dubreuil, мандат действует на протяжении 2001—2008 гг.
Динамика населения (INSEE):